# LLTD
LLTD (ang. Link Layer Topology Discovery) – protokół sieciowy służący do diagnostyki i określania topologii sieci lokalnej.
Stosowany w Windows Vista i Windows 7 (Windows XP nie ma zaimplementowanego protokołu LLTD - można go doinstalować pobierając z witryny Microsoft).